# Constant Martin (communard)
Pour les articles homonymes, voir Martin (nom de famille).
 (février 2025).
Si vous disposez d'ouvrages ou d'articles de référence ou si vous connaissez des sites web de qualité traitant du thème abordé ici, merci de compléter l'article en donnant les références utiles à sa vérifiabilité et en les liant à la section « Notes et références ».
Constant Martin, né le 5 avril 1839 à Entrevaux (Basses-Alpes)  et mort le 9 juillet 1906 à Paris, est une personnalité de la Commune de Paris, blanquiste et militant anarchiste.

## Biographie
Lors de l'assassinat de Victor Noir et l'arrestation d'Henri Rochefort sous le Second Empire, il est l'un de ceux qui appelèrent les ouvriers au calme afin de ne pas compromettre l’issue de la lutte par une action trop précipitée.
Après la chute du Second Empire, il est l'un des signataires, en tant que délégué au Comité central des vingt arrondissements, de l'Affiche rouge de janvier 1871, qui dénonce « la trahison » du gouvernement. L'affiche se termine par « Place au peuple, Place à la Commune ».
Durant la Commune de Paris, Constant Martin fut secrétaire de la délégation à l’enseignement. Il habitait à cette époque 5 rue du Roule, dans le 1er arrondissement ou il fait partie du Comité républicain de l'arrondissement.
Il joua un rôle actif dans les derniers moments de la Commune, Édouard Vaillant évoque dans l'Humanité du 18 mars 1908 qu'il avait lutté le 27 mai contre la proposition de Vaillant, appuyé par Jules Vallès, d'une reddition des communards avec la garantie d'une liberté pour les fédérés.
Il aurait déclaré qu’une telle proposition serait une faute et « que ce qui constituait et ferait dans l’avenir la grandeur de la Commune, c’était sa fin dans le combat sans négociation ni capitulation avec les Versaillais ». Le lendemain, les derniers îlots de résistance étaient vaincus.
En exil à Londres à l'été 1871, il entre dans le Conseil général de l'Internationale. Du 17 au 23 septembre, il fut présent à la Conférence qui se tint dans la capitale londonienne sans être toutefois délégué officiel. Avec Charles Rochat, il remplit les fonctions de secrétaire-greffier. Il n’assista pas, du moins en qualité de délégué, au 5e congrès de l’Internationale tenu à La Haye en septembre 1872.
Le 15 septembre 1872, il signe la brochure Internationale et Révolution, À propos du congrès de la Haye avec ses amis blanquistes tel que Frédéric Cournet, Gabriel Ranvier et Édouard Vaillant. Un texte hostile à Karl Marx et au Conseil général. Dès ce moment, Constant Martin fait partie de la section internationale en rupture avec le Conseil général à Londres de l'Association internationale des travailleurs.
Le 25 novembre 1872, le 17e conseil de guerre le condamne par contumace à la déportation dans une enceinte fortifiée. Néanmoins, il est en exil et ce jugement n'est pas appliqué.
Après avoir dirigé une usine à Birmingham, Constant Martin s'installe en Belgique à partir de 1874. À Bruxelles, il fait partie de la société de solidarité « Le Prêt mutuel ». Toujours un militant actif, il porte le no 274 dans la correspondance secrète qu’entretenaient les blanquistes.
À son retour d’exil, Constant Martin s’installe à Paris et après la mort d'Auguste Blanqui en 1881, il fut avec Édouard Vaillant et Émile Eudes, l'un des fondateurs du « parti » blanquiste, le Comité révolutionnaire central.
À une date inconnue, il se rallie au mouvement anarchiste et dès 1884 son nom apparait en tant que collaborateur de l'organisme communiste et anarchiste Terre et Libertés.
Au moment de la répression anti-anarchiste qui suivit les attentats, Constant Martin tenait une crèmerie, 3, rue Jocquelet (actuelle rue Léon-Cladel) dans le 2e arrondissement de Paris. La police y perquisitionna le 23 avril 1892 et l’arrêta quelques jours. Par la suite, elle ne devait plus cesser de le persécuter, au gré des vagues de répression.
Face à la répression des anarchistes qui continue, notamment avec les lois de 1893 et 1894 sur l'anarchisme, il se réfugie en février 1894 à Londres au 18 Hampstead Road. Il va notamment héberger la femme de Lucien Pemjean et sa présence est remarquée brièvement à Brighton la même année.
Durant son exil, sa femme Madeleine Forti s'occupe de la crémerie mais le gouvernement l'expulse car italienne, elle le rejoint à Londres avec leur fils Alfred. Elle se résolut à un mariage blanc avec un camarade nommé Clovis Sicard pour obtenir la nationalité française. Elle put alors retourner à Paris et reprendre l'affaire en main.
Considéré comme une figure du mouvement anarchiste, il est jugé par contumace lors du procès des Trente et condamné à vingt ans de travaux forcés. Il rentre à Paris en mars 1896, fait opposition à son jugement et est acquitté. Il fonde alors Le Libertaire avec Sébastien Faure et Louis Matha.
Dans le contexte de l'Affaire Dreyfus, il publie 7 numéros de L’Anticlérical, « organe de la Ligue anticléricale » avec Michel Zévaco et Jacques Prolo. Il collabore au même moment avec Sébastien Faure dans Le Journal du peuple.
À la fin de sa vie, Constant Martin collabore dans l’organe communiste et anarchiste L’Ordre publié à Limoges d’octobre 1905 à avril 1907.
Constant Martin meurt le 9 juillet 1906 et fut incinéré le 12 juillet au Père Lachaise. Les obsèques furent civiles et Édouard Vaillant y assista. Aucun discours ne fut prononcé et les cendres furent déposées dans la case portant le no 226.
Amédée Dunois, dans un article du 21 juillet 1906 pour le journal Les Temps nouveaux, évoque qu'avec lui disparaît « un des derniers représentants du courant blanquiste au sein de l’anarchisme français ».

### Vie de famille
Il est le compagnon d'Ernesta Forti.

### Notices biographiques
- « Notice MARTIN Constant », sur maitron.fr, Le Maitron, dictionnaire bibliographique du mouvement ouvrier et du mouvement social, Association Les Amis du Maitron (consulté le 21 octobre 2021)

 : document utilisé comme source pour la rédaction de cet article.